# حامد رضا خان
حامد رضا بن أحمد رضا خان نوري بَركاتي, (بالإنجليزية: Hamid Raza Khan)‏ (مواليد ربيع الأول، 1292 هـ - 1875 م في بريلي، شمال الهند), كانَ عالِم صوفي يتبع الحركة البريلوية وهو الشيخ المعدود لدى أتباع هذه الفرقة حيثُ يطلقون عليه لقب حجة الإسلام والمسلمين وهو أيضاً ابن مؤسس هذه الفرقة فأبوه هو أحمد رضا خان.

## نسبه
هو حامد رضا بن أحمد رضا بن نقي علي بن علي رضا خان.

## التعليم الأساسي
تلقى تعليمه المُبكر تحت وصاية والِده أحمد رضا خان وبحلول سن ال 19، أكمل دراساته الإسلامية الرسمية. وبسبب ذلك أعجب به أبيه بسبب صدقه والتفاني في اكتساب المعرفة كما قال والده عنه ومما قاله أحمد رضا خان عن ابنه أيضاً «حامد مني وأنا من حامد».
وكان يتقن اللغتين العربية والفارسية، وكذلك كان حاصلاً على درجة الماجستير في مجال الأحاديث والفقه والفلسفة والرياضيات والعديد من المجالات الأخرى.

## خلافته وبركاته
كان مُريده أبو حُسين أحمَد نوري, وعِندما أصبح حامد مُريداً بدأ حامد رضا خان بِتقديم بركاته لأتباع البريلوية وباقي الفرق الصوفية في شبه القارة الهندية رغم صغر سنه وذلك بصفته ولي من أولياء الله الصالحين. وأيضاً أتموا لَهُ البيعة فأصبح كَخليفة وأميراً للمؤمنين لدى أتباع البريلوية.
وكانَ يتنعم بِالخلافة مع والده أحمد رضا خان وعِندما مات أبيه انفرد في قيادة من يتبع الفرقة التي أسَّسها والِده وكان كذلك حتى مات في 23 مايو 1943 / 17 جمادى الأولى 1362 هـ.

## الأعمال الأدبية
حامد رضا خان كَتب وترجم العديد من الكتب حول مجموعة متنوعة من المواضيع حيثُ كان يترجم كتب والده من اللغة العربية إلى اللغة الأردية.
- الصارم الرباني على الأعراف القادياني (الرد على المذهب الأحمدية)[4]
- ترجمة إعلان الدولة المكية
- ترجمة كفل فقيه الفهيم في حكم قيراط الداراهيم
- هاشيا ملا جلال
- ناتية ديوان
- الفتاوى الحامدية

## وفاته
توفي حامد رضا خان في 23 مايو 1943 / 17 جمادى الأولى 1362 هـ وصلى عليه صلاة الجنازة الشيخ الصوفي «مُحمد عبد الغفور» ودُفِن إلى جانب والده أحمد رضا خان.

## زيارة ضريحه
في كل سنة يزور قبره وقبر أبيه ألوف مؤلفة من أتباع البريلوية وبعض الفرق الصوفية الأُخرى حيثُ يذهبون للتبرك بِقبره الذي بُني فوقه ضريح كبير أشبه بِالمسجد ِوهُناك يحتفلون ويتناولون الحلويات وينشدون الأناشيد الدينية ويقرؤون القرآن عند قبره وقبر والده ويَستغيثون بِه ويدعونه ويطلبون منه الشَفاعَّة ويطوفون حول القبرين ثم يدفعون للقبر أموالاً طائِلة أشبه ما تكون إليه هو الجزية أو الخُمس وذَلِك بِصفة حامد رضا خان خليفة الله والنبي محمد عليهم وعادةً أغلب من يزور ضريحه يكونون مِن الهند وباكستان وأفغانستان وماليزيا وسنغافورة وأندونيسيا وقليلاً من أهل شمال أفريقيا من مصر والمغرب العربي.